# 임노월
임노월(林蘆月, 본명: 임장화(林長和))은 한국의 소설가이다.

## 생애
임노월은 평안남도 진남포에서 300석 규모의 논과 2만여 평에 달하는 과수원을 보유한 지주 집안 출신이었다고 알려져 있다. 당시 대부분의 조선 지식인들이 유학을 통해 근대 문명의 세례를 경험했던 것처럼 임노월 역시 일본 와세다 대학 문과에서 현대미술사를 전공하고 도요(東洋) 대학에서 철학을 공부하면서 서구의 예술과 철학에 심취했다. 그리고 이때 접한 유미주의 작가 오스카 와일드의 사상에 깊이 공명한 임노월은 1920년 1월 24일 ＜춘희＞(≪매일신보≫)를 발표하면서 문단에 등장하여 1925년 ＜무제＞(≪동아일보≫)를 끝으로 절필을 선언할 때까지 ≪매일신보≫와 ≪개벽≫, ≪영대≫ 등의 지면에 와일드의 예술관을 포함해 서양의 표현주의 예술론을 소개하고 소설 창작에 몰두하는 등 왕성한 활동을 했다.
특히 1920년 ≪매일신보≫에 차례로 연재한 ＜춘희＞(1. 24∼29), ＜위선자＞(3. 2∼8), ＜예술가의 둔세＞(3. 13∼18)와 같은 탐미적 성향의 소설들은 임노월의 예술지상주의 입장을 천명하는 문학적 실천의 증거라 할 만하다. 1921년 와일드의 학설을 소개할 만한 비평가로 ≪창조≫에 동인으로 참여하기도 했던 임노월은 1923년 7월 ≪개벽≫에 ＜사회주의와 예술: 신개인주의의 건설을 칭함＞이라는 평론을 통해 “주관적 또는 개인적 미의식에서만 살 수 있는 개인주의의 세계”를 희망한다는 내용의 ‘신개인주의’를 제창한다.
이후 임노월은 ≪영대≫로 지면을 옮겨 창간호부터 1924년 12월 4호까지 편집인 겸 발행인을 맡으면서 ‘야영(夜影)’, ‘마경(魔境)’ 등 유미주의 색채가 짙은 필명을 사용해 ＜예술지상주의의 신자연관＞(1924. 8), ＜미(美)의 절대성＞(1924. 10), ＜예술과 계급＞(1924. 12), ＜예술과 인격＞(1925. 1) 등의 논문과 비평을 발표했다. ＜지옥 찬미＞(≪동아일보≫,1924.5. 19, 26)를 비롯해, ≪영대≫에 실린 소설 ＜악마의 사랑＞(1924. 9), ＜악몽＞(1924. 10), ＜처염＞(1924. 12) 등은 임노월의 악마주의 예술관을 확인할 수 있는 독특한 성격의 소설들이다.
1925년을 전후로 문단에서 예술지상주의가 쇠퇴하고 민족주의 문학과 사회주의 문학으로 이분화되면서 작가들이 서둘러 입장을 선회하던 때 임노월은 절필을 선언하고 홀연히 종적을 감춘다. 유미주의가 하나의 사조로 자리매김되지 못했던 한국 문학사의 진로에 비추어 볼 때 임노월의 짧은 문학 활동이 남긴 아쉬움은 크다. 그간 김명순, 김원주와의 잇단 스캔들과 여기서 파생된 불명예스런 소문들은 문학가로서 임노월의 이름을 지워왔고, 주류 문학의 권위에 도전한 대가로 문단 내 권력은 그 문학적 성취를 폄하해 왔던 것도 사실이다. 갈피리를 불고  ‘갈대 잎(蘆)’으로 배를 만들며 놀던 ‘달(月)’빛의 추억을 그리던 노월(蘆月)의 미감(美感)이 그의 생애와 오버랩되면서 비수(悲愁)를 불러일으키는 것도 이 때문인지 모른다. 그러나 최근 임노월이 유미주의라는 일관된 문학적 신념을 실천한 작가로 재평가됨으로써 문학사에서 그 지위가 복원되고 있다.